# Trichoncus uncinatus
Trichoncus uncinatus là một loài nhện trong họ Linyphiidae.
Loài này thuộc chi Trichoncus. Trichoncus uncinatus được J. Denis miêu tả năm 1965.